# Tolosa, Leyte

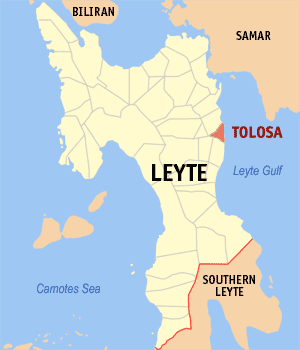
Bản đồ Leyte với vị trí của Tolosa

Tolosa là một đô thị hạng 5 ở tỉnh Leyte, Philippines. Theo điều tra dân số năm 2000 của Philipin, đô thị này có dân số 14.539 người trong 2.963 hộ.

## Các đơn vị hành chính
Tolosa được chia ra 15 barangay.
- Burak
- Canmogsay
- Cantariwis
- Capangihan
- Doña Brigida
- Imelda
- Malbog
- Olot
- Opong
- Poblacion
- Quilao
- San Roque
- San Vicente
- Tanghas
- Telegrafo